# Sidney Mintz
Sidney Mintz (16 de novembro de 1922 - 26 de dezembro de 2015) foi um antropólogo estadunidense.

## Obras
- Duncan, Ronald J., ed. 1978 "Antropología Social en Puerto Rico/Social Anthropology in Puerto Rico." Special Section of Revista/Review Interamericana 8(1).
- Ghani, Ashraf, 1998 "Routes to the Caribbean: An Interview with Sidney W. Mintz". Plantation Society in the Americas 5(1):103-134.
- Lauria-Perriceli, Antonio, 1989 A Study in Historical and Critical Anthropology: The Making of The People of Puerto Rico. Unpublished Ph.D. dissertation, New School for Social Research.
- Mintz, Sidney W. 1959a "The Plantation as a Socio-Cultural Type". In Plantation Systems of the New World. Vera Rubin, ed. pp. 42–53. Washington, DC: Pan-American Union.
- Mintz, Sydney W. 1959b "Labor and Sugar in Puerto Rico and in Jamaica, 1800-1850". In Comparative Studies in Society and History 1(3): 273-281.
- Mintz, Sidney W. 1960 Worker in the Cane: A Puerto Rican Life History. New Haven: Yale University Press.
- Mintz, Sidney W. 1966 "The Caribbean as a Socio-Cultural Area". In Cahiers d’Histoire Mondiale 9: 912-937.
- Mintz, Sidney W. 1971 "Men, Women and Trade". In Comparative Studies in Society and History 13(3): 247-269.
- Mintz, Sidney W. 1973	"A Note on the Definition of Peasantries". In Journal of Peasant Studies 1(1): 91-106.
- Mintz, Sidney W. 1974a Caribbean Transformations. Chicago: Aldine.
- Mintz, Sidney W. 1974b "The Rural Proletariat and the Problem of Rural Proletarian Consciousness". In Journal of Peasant Studies 1(3): 291-325.
- Mintz, Sidney W. 1977	"The So-Called World-System: Local Initiative and Local Response". In Dialectical Anthropology 2(2):253-270.
- Mintz, Sidney W. 1978	"Was the Plantation Slave a Proletarian?" In Review 2(1):81-98.
- Mintz, Sidney W. 1981a "Ruth Benedict". In Totems and Teachers: Perspectives on the History of Anthropology. Sydel Silverman, ed. pp. 141–168. New York: Columbia University Press.
- Mintz, Sidney W. 1981b "Economic Role and Cultural Tradition". In The Black Woman Cross-Culturally. Filomina Chioma Steady, ed. pp. 513–534. Cambridge, MA: Schenkman.
- Mintz, Sidney W. ed., 1985a History, Evolution, and the Concept of Culture: Selected Papers by Alexander Lesser. Cambridge: Cambridge University Press.
- Mintz, Sidney W. 1985b Sweetness and Power: The Place of Sugar in Modern History. New York: Viking.
- Mintz, Sidney W. 1985c "From Plantations to Peasantries in the Caribbean". In Caribbean Contours. Sidney W. Mintz and Sally Price, eds. pp. 127–153. Baltimore: The Johns Hopkins University Press.
- Mintz, Sidney W. 1989	"The Sensation of Moving While Standing Still". In American Ethnologist 17(4):786-796.
- Mintz, Sidney W. 1992	"Panglosses and Pollyannas; or Whose Reality Are We Talking About?" In The Meaning of Freedom: Economics, Politics, and Culture after Slavery. Frank McGlynn and Seymour Drescher, eds. pp. 245–256. Pittsburgh: University of Pittsburgh Press.
- Mintz, Sidney W. 1996a Tasting Food, Tasting Freedom: Excursions into Eating, Culture, and the Past. Boston: Beacon Press.
- Mintz, Sidney W. 1996b "Enduring Substances, Trying Theories: The Caribbean Region as OikoumenL". In Journal of the Royal Anthropological Institute (N.S.) 2(2):289-311.
- Mintz, Sidney W. 1998	"The Localization of Anthropological Practice: From Area Studies to Transnationalism". In Critique of Anthropology 18(2):117-133.
- Mintz, Sidney W. 2002	"People of Puerto Rico Half a Century Later: One Author’s Recollections". In Journal of Latin American Anthropology 6(2):74-83.
- Mintz, Sidney W. and Christine M. Du Bois, 2002, "The Anthropology of Food and Eating". In Annual Review of Anthropology 31: 99-119.
- Mintz, Sidney W. and Chee Beng Tan 2001	"Bean-Curd Consumption in Hong Kong". Ethnology 40(2): 113-128.
- Mintz, Sidney W. and Richard Price 1992 The Birth of African-American Culture: An Anthropological Approach. Boston: Beacon Press.
- Scott, David 2004 "Modernity that Predated the Modern: Sidney Mintz’s Caribbean". In History Workshop Journal 58:191-210.
- Steward, Julian H. Steward, Robert A. Manners, Eric R. Wolf, Elena Padilla Seda, Sidney W. Mintz, and Raymond L. Scheele 1956 The People of Puerto Rico: A Study in Social Anthropology. Urbana: University of Illinois Press.
- Yelvington, Kevin A. 1996 "Caribbean". In Encyclopedia of Social and Cultural Anthropology. Alan Barnard and Jonathan Spencer, eds. pp. 86–90. London: Routledge.
- Yelvington, Kevin A. 2001	"The Anthropology of Afro-Latin America and the Caribbean: Diasporic Dimensions". Annual Review of Anthropology 30: 227-260.

## Links
- O site de Sidney Mintz
- Sidney Mintz no Departamento de Antropologia da Universidade Johns Hopkins